# Đầu máy JNR lớp C12
JNR Lớp C12 là một loại đầu máy hơi nước 2-6-2T do Bộ Đường sắt Nhật Bản và Đường sắt Quốc gia Nhật Bản chế tạo từ năm 1932 đến năm 1947. Tổng cộng 282 đầu máy Lớp C12 được chế tạo và thiết kế bởi Hideo Shima.

## Phục vụ

### Đường sắt Hoa Bắc,Đường sắtTrung Quốc, Đường sắt Việt Nam
Từ năm 1938 đến năm 1939, 60 chiếc C12 được chuyển đổi sang khổ mét và được chuyển đến Công ty Vận tải Hoa Bắc, nơi chúng hoạt động chủ yếu giữa Chính Định và Thái Nguyên. Chúng được kí hiệu lớp プ レ A ( Pure A). Năm 1939, Đường sắt Thạch Gia Trang – Thái Nguyên được chuyển đổi sang khổ tiêu chuẩn, số đầu máy này được chuyển sang đoạn phía bắc ở Đường sắt Đại Đồng – Phúc Châu. Sau khi Cộng hòa Nhân dân Trung Hoa được thành lập, chúng được tiếp quản bởi Đường sắt Trung Quốc, được kí hiệu là lớp ㄆ ㄌ 51 vào năm 1951, và PL51 vào năm 1959. Năm 1956, đoạn phía bắc của Đường sắt Đại Đồng-Phổ Châu được chuyển đổi về khổ tiêu chuẩn, chúng được chuyển giao cho Việt Nam và được kí hiệu là Lớp 131 

### Đường sắt Đài Loan
Từ năm 1936 đến năm 1941, Nippon-Sharyo chế tạo 7 chiếc C12 cho Toàn quyền Đường sắt Đài Loan quản lý. Sau Thế chiến II, chúng được Cục Đường sắt Đài Loan tiếp quản và được phân loại là Lớp CK120. CK124 được bảo quản tại Kho đầu máy Chương Hóa.

### Đường sắt Nhà nước Indonesia
Năm 1943, Quân đội Đế quốc Nhật Bản gửi hai đầu máy C12 94 và C12 168 đến Surabaya, Java để vận tải quân sự với khổ 1067 mm. Sau chiến tranh, hai đầu máy được Đường sắt Indonesia tiếp nhận và được kí hiệu là Lớp C32. Đường sắt Indonesia chỉ sử dụng chúng để chở hàng ở khu vực Surabaya vì kích thước của chúng quá lớn so với khổ tải của Đường sắt Indonesia Cả hai đầu máy đều bị loại bỏ vào khoảng những năm 1980.

## Hiện vật

### Đầu máy còn hoạt động
- C12 66: Tuyến Mooka, Mooka, Tochigi (hoạt động)[6]
- C12 167: Tuyến Wakasa (hoạt động, chạy bằng khí nén)[6]
- C12 244: Tuyến Akechi (hoạt động, chạy bằng khí nén)[6]
- C12 4 (CK124): Đường sắt Chương Hóa, Đài Loan (hoạt động)[6]

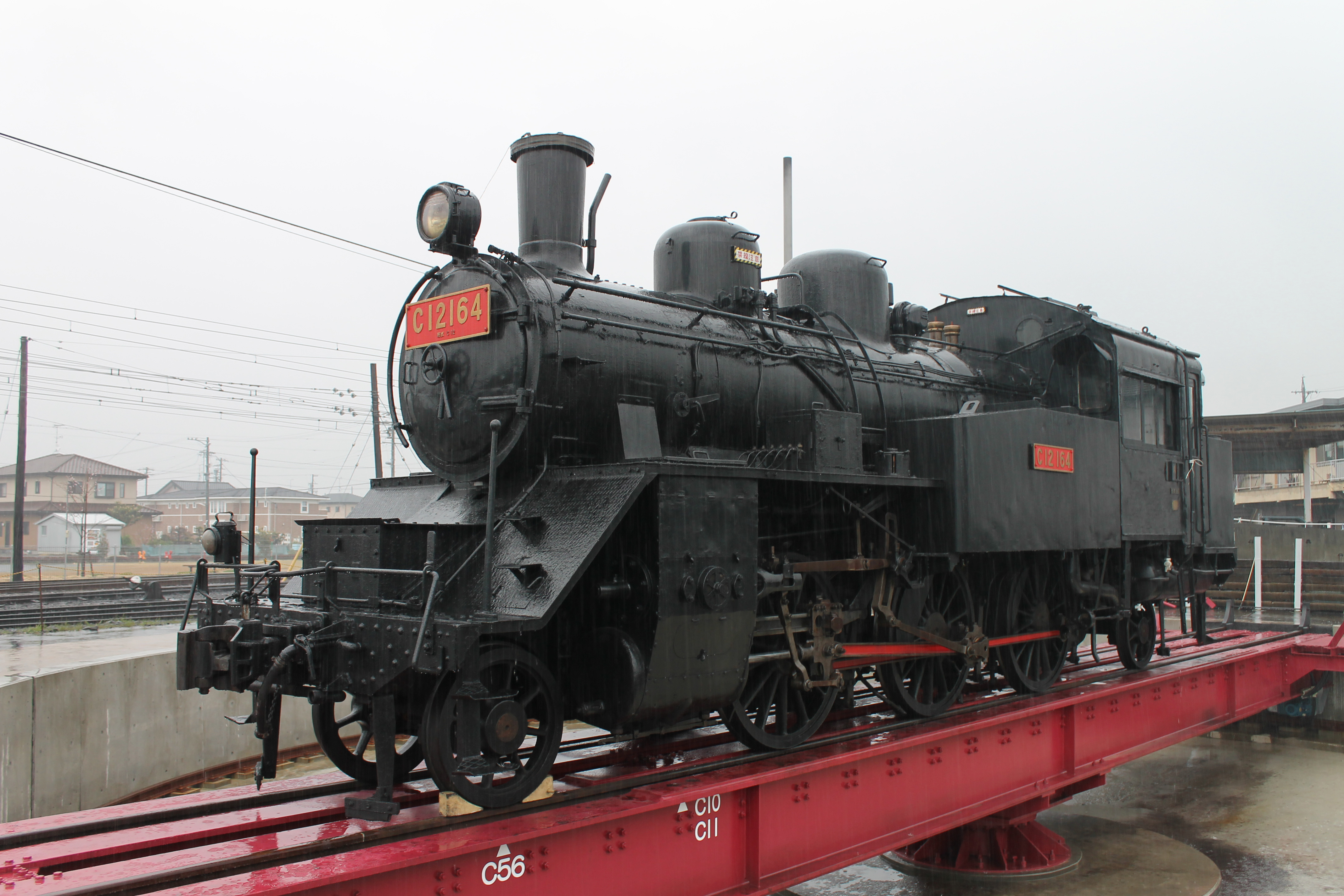
Đầu máy số hiệu C12 164, tháng 4 năm 2012

### Trưng bày
- C12 2: Mikasa, Hokkaido[6]
- C12 5[6]
- C12 6[6]
- C12 29[6]
- C12 38[6]
- C12 49[6]
- C12 60[6]
- C12 64[6]
- C12 67[6]
- C12 69[6]
- C12 74[6]
- C12 85[6]
- C12 88: Itoigawa, Niigata[6]
- C12 119 (131-428): Bảo quản tại Ga Đà Lạt, Đà Lạt, Lâm Đồng, Việt Nam.
- C12 163[6]
- C12 164: Hoạt động trên Đường sắt Ōigawa cho đến năm 2005.
- C12 171[6]
- C12 187[6]
- C12 199[6]
- C12 208: Đường sắt Ōigawa, Shimada, Shizuoka (dùng làm phụ tùng)[6]
- C12 222[6]
- C12 230[6]
- C12 231:  Được bảo quản trước ga Uchiko ở Uchiko, Ehime.[6]  Được chế tạo vào năm 1939 và loại biên vào năm 1970, ban đầu được bảo tồn trong khuôn viên của một trường tiểu học trước khi được chuyển đến Ga Uchiko vào năm 1997.[7]
- C12 241[6]
- C12 259[6]
- C12 280: Được bảo quản trong Công viên Ga Komatsushima ở Komatsushima, Tokushima[6]
- C12 287[6]

### Thư viện ảnh

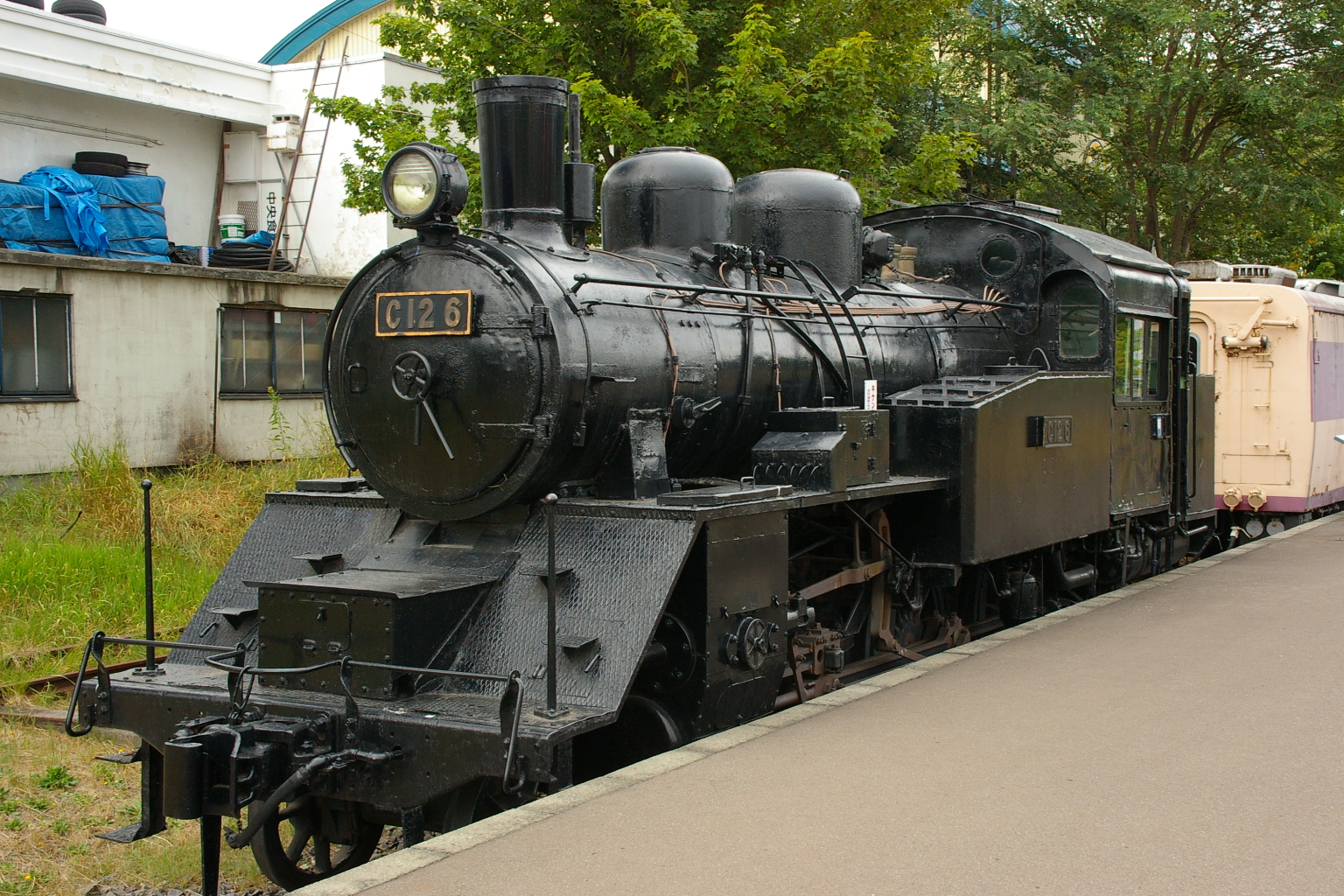
C12 6 tại Bảo tàng Otaru, tháng 7 năm 2007
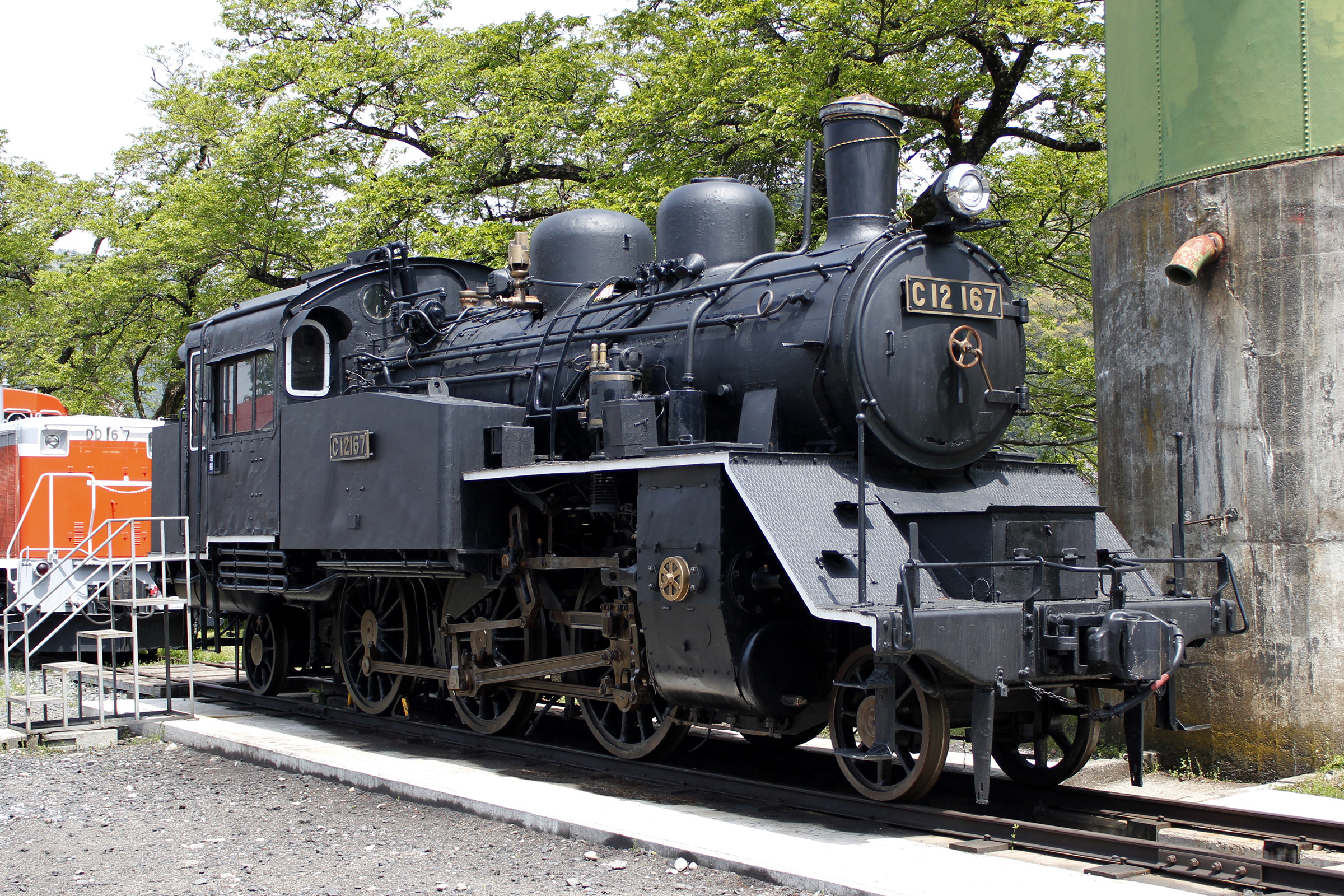
C12 167, tháng 4 năm 2013
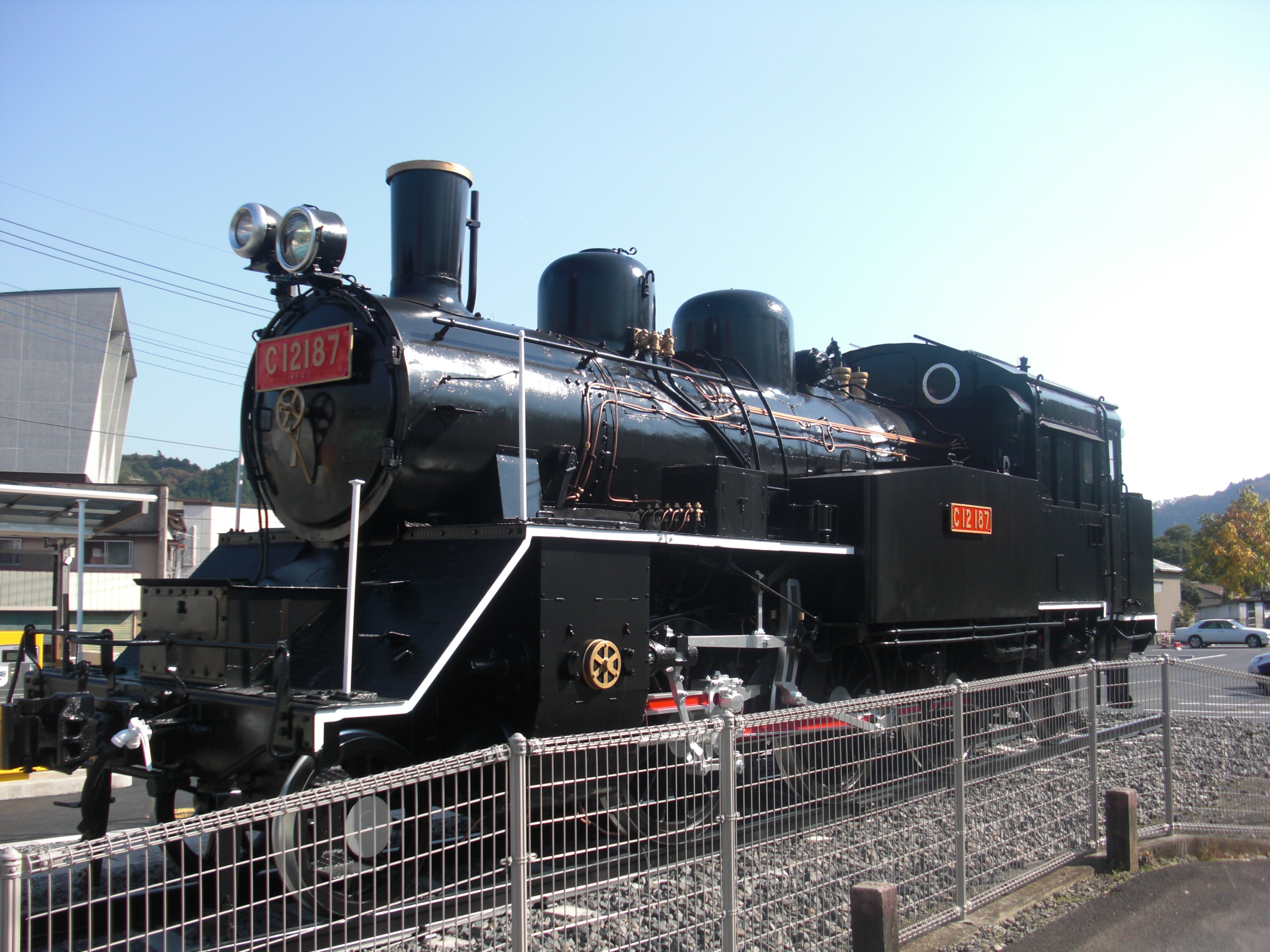
C12 187 tại ga Hitachi-Daigo, tháng 11 năm 2010
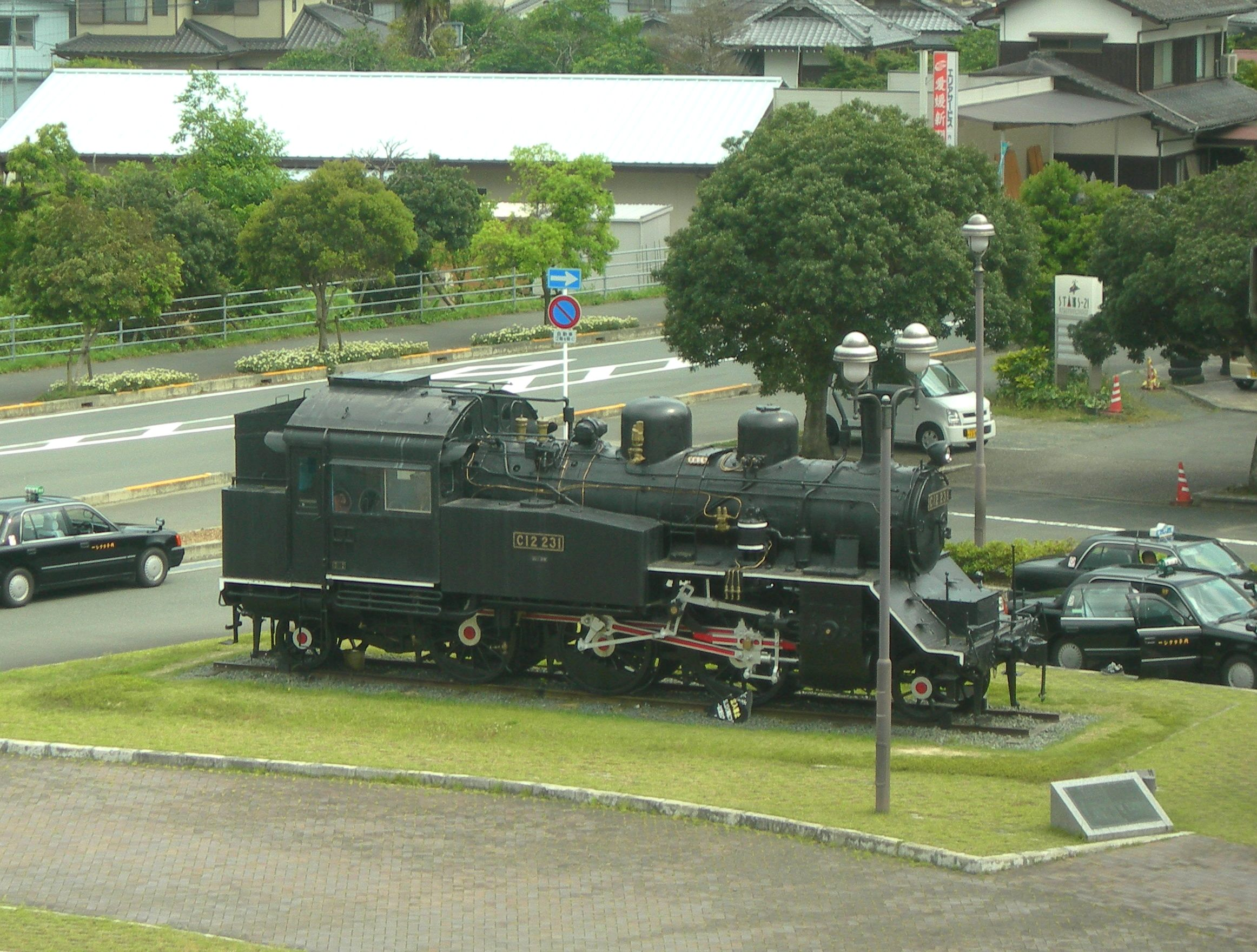
C12 231 trước ga Uchiko, tháng 5 năm 2010
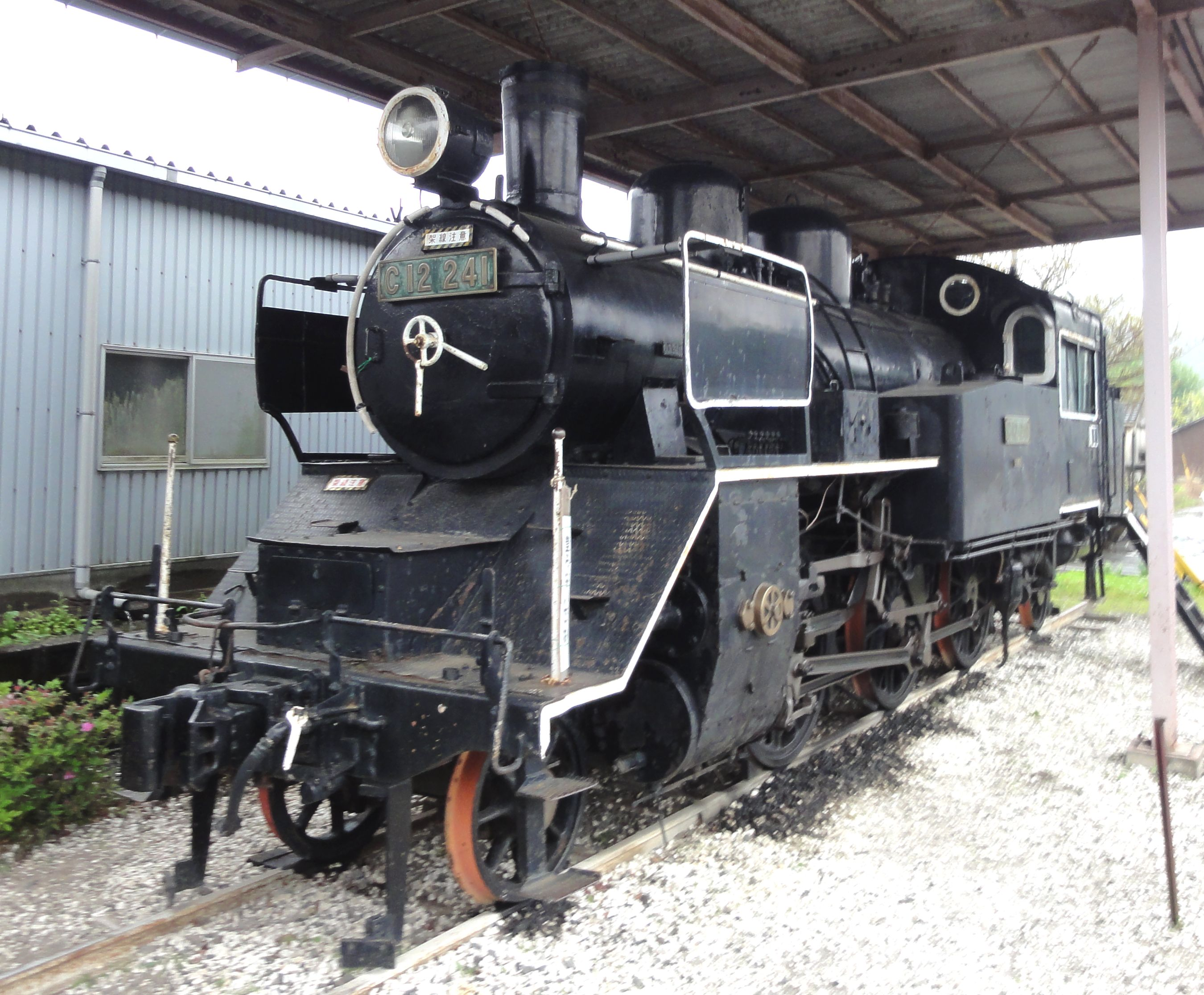
C12 241, tháng 4 năm 2013
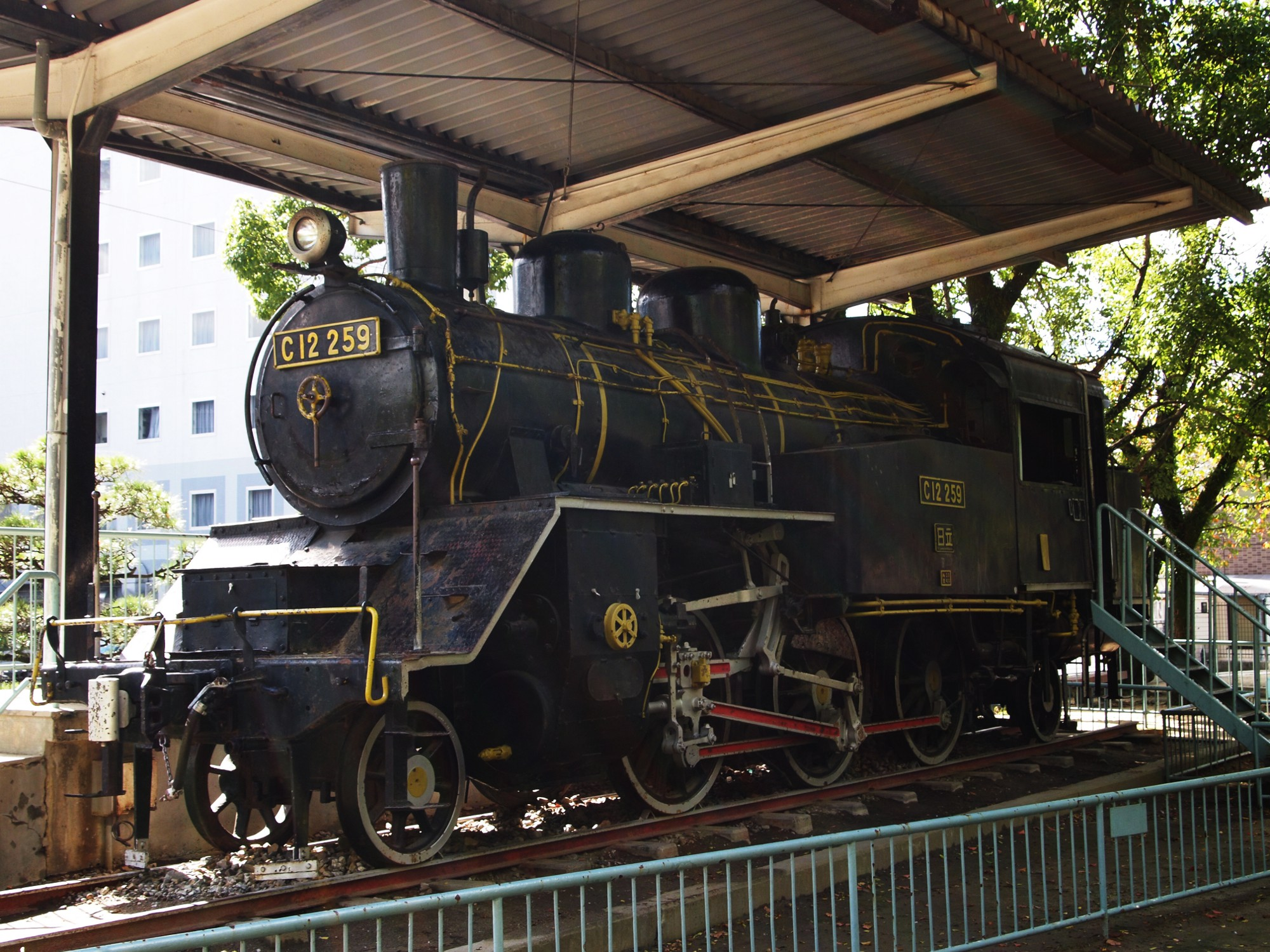
C12 259, tháng 10 năm 2011
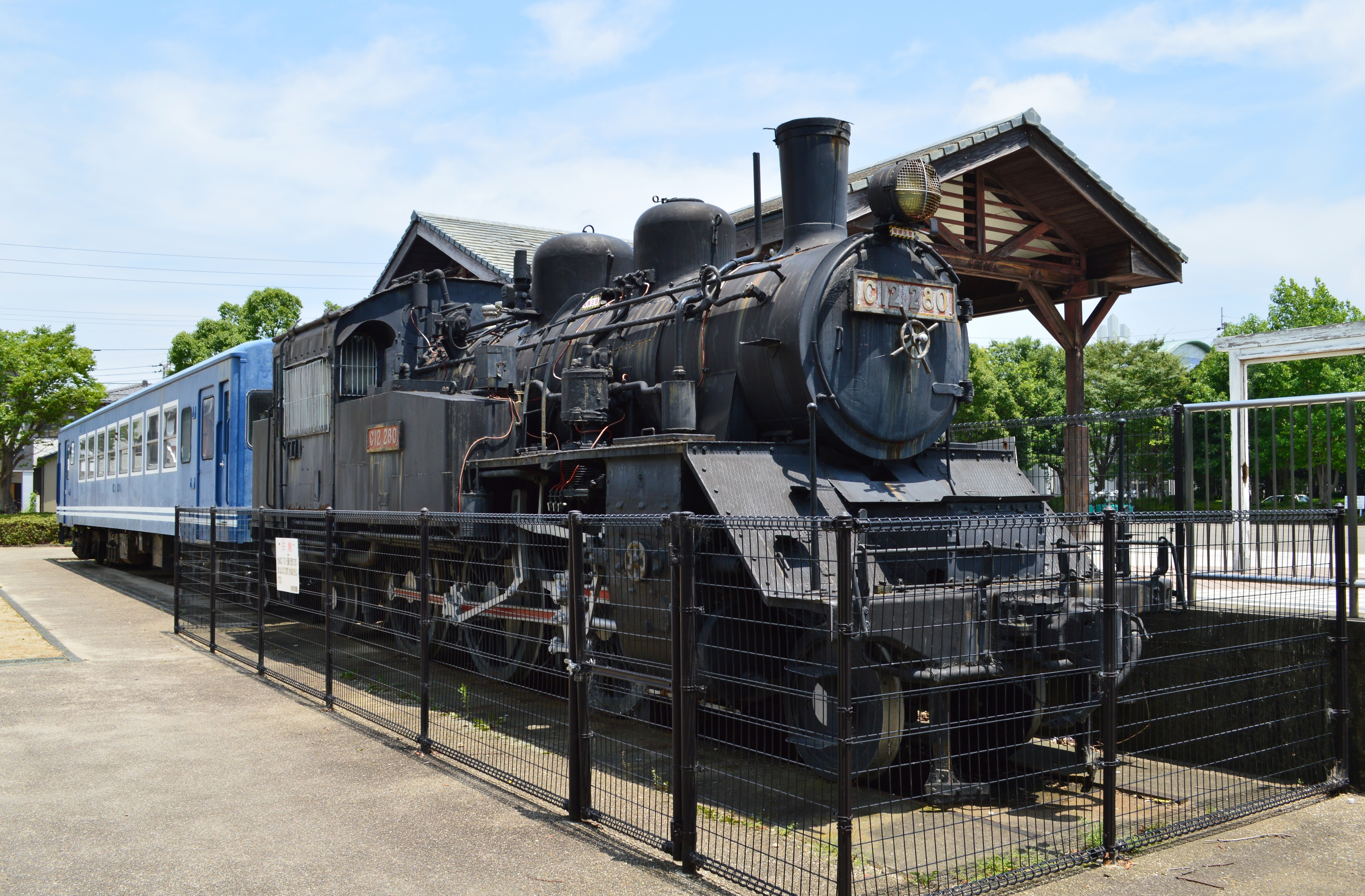
C12 280 tại Khuôn viên Ga Komatsushima, tháng 7 năm 2016
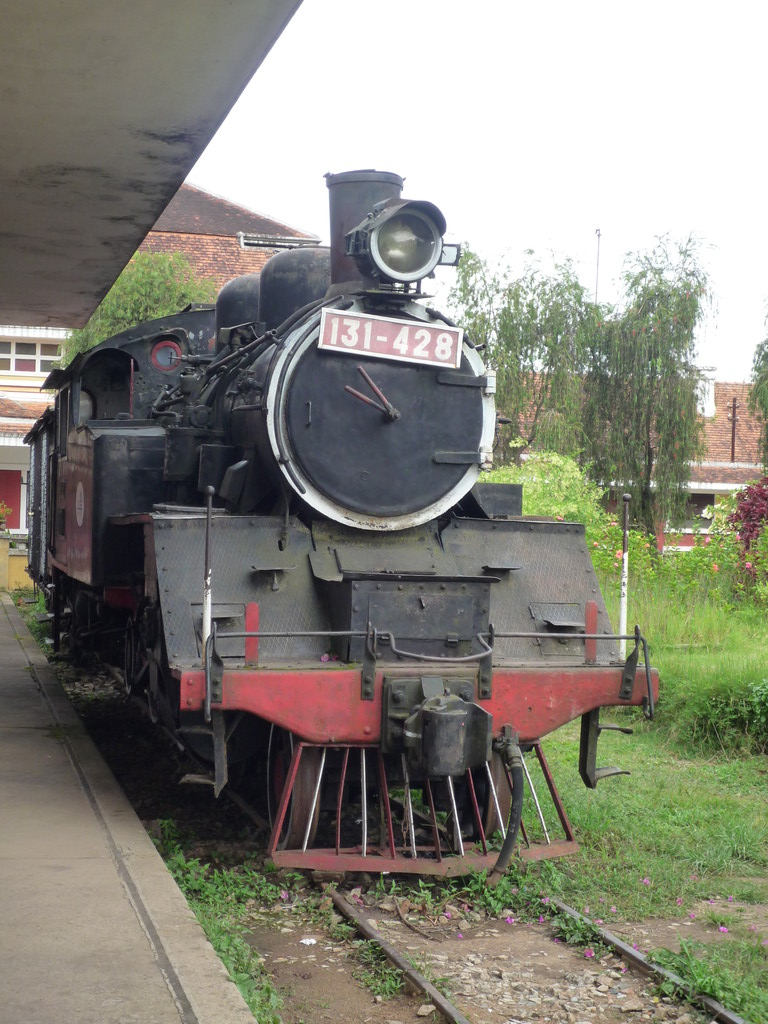
131-428 tại ga Đà Lạt, tháng 7 năm 2008